# Bâlci

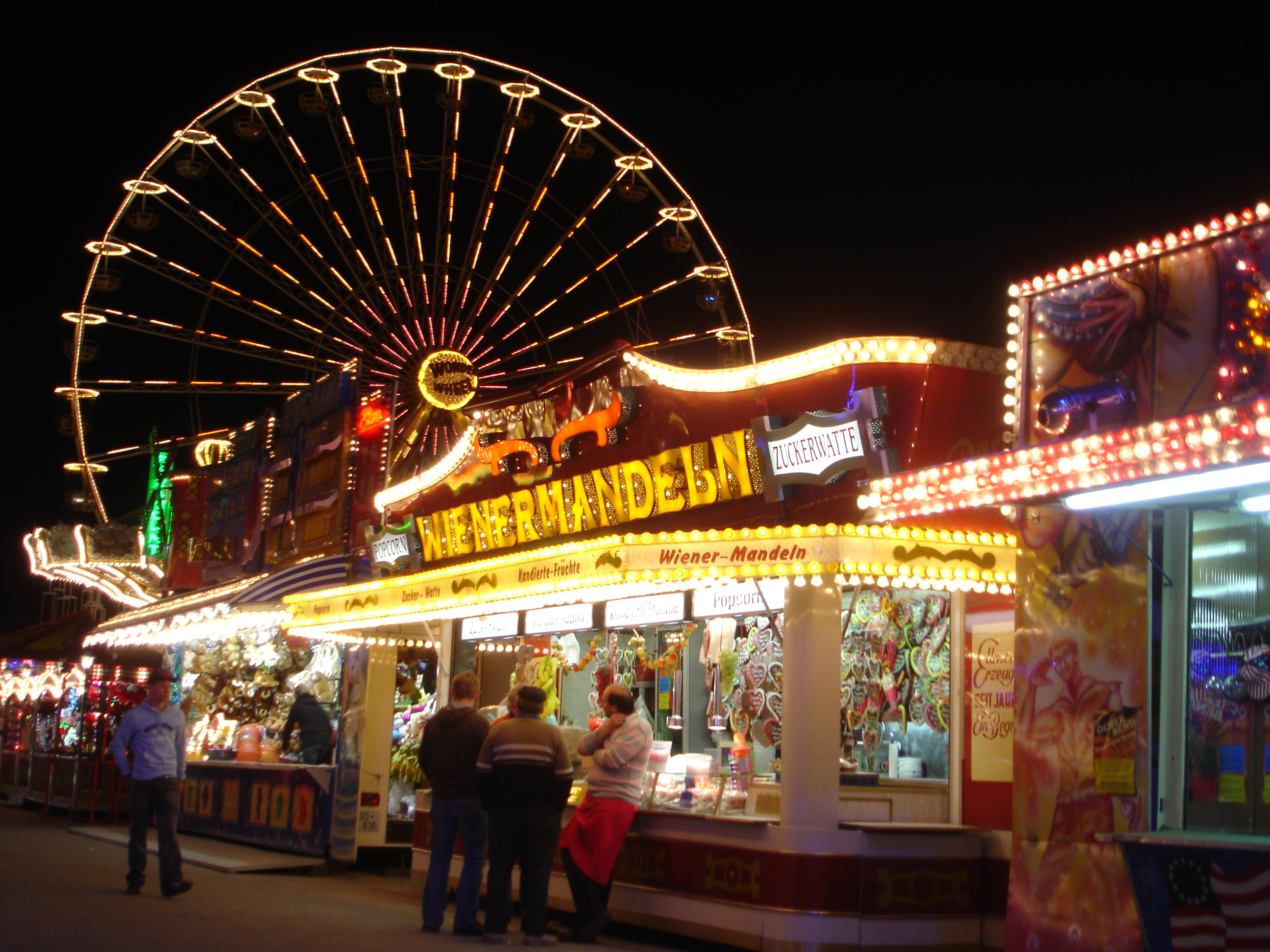
Imagine dintr-un bâlci din Germania

Bâlciul este un târg ce se ține temporar, anual sau periodic în unele localități din întreaga lume. Acest eveniment social, cultural, comercial și economic se evidențiază prin diversitate și prin forma distractivă în care se prezintă.

## Istorie
Bâlciurile au fost un eveniment economic apărut în Evul Mediu timpuriu (sec XI-XV) în Europa Apuseană când au început să se dezvolte orașele datorită comerțului, artizanatului și finanțelor rupându-se de sfera rurală bazată pe creșterea animalelor și cultivarea plantelor.
Bâlciurile medievale se amplasau, în general, în piețele centrale ale orașelor în perioada hramurilor și în sărbătorile dedicate sfinților ocrotitori ai orașelor respective.
Tradiția bâlciurilor s-a extins și s-a perpetuat în întreaga lume și au căpătat forme diferite de la țară la țară.

## Elemente componente

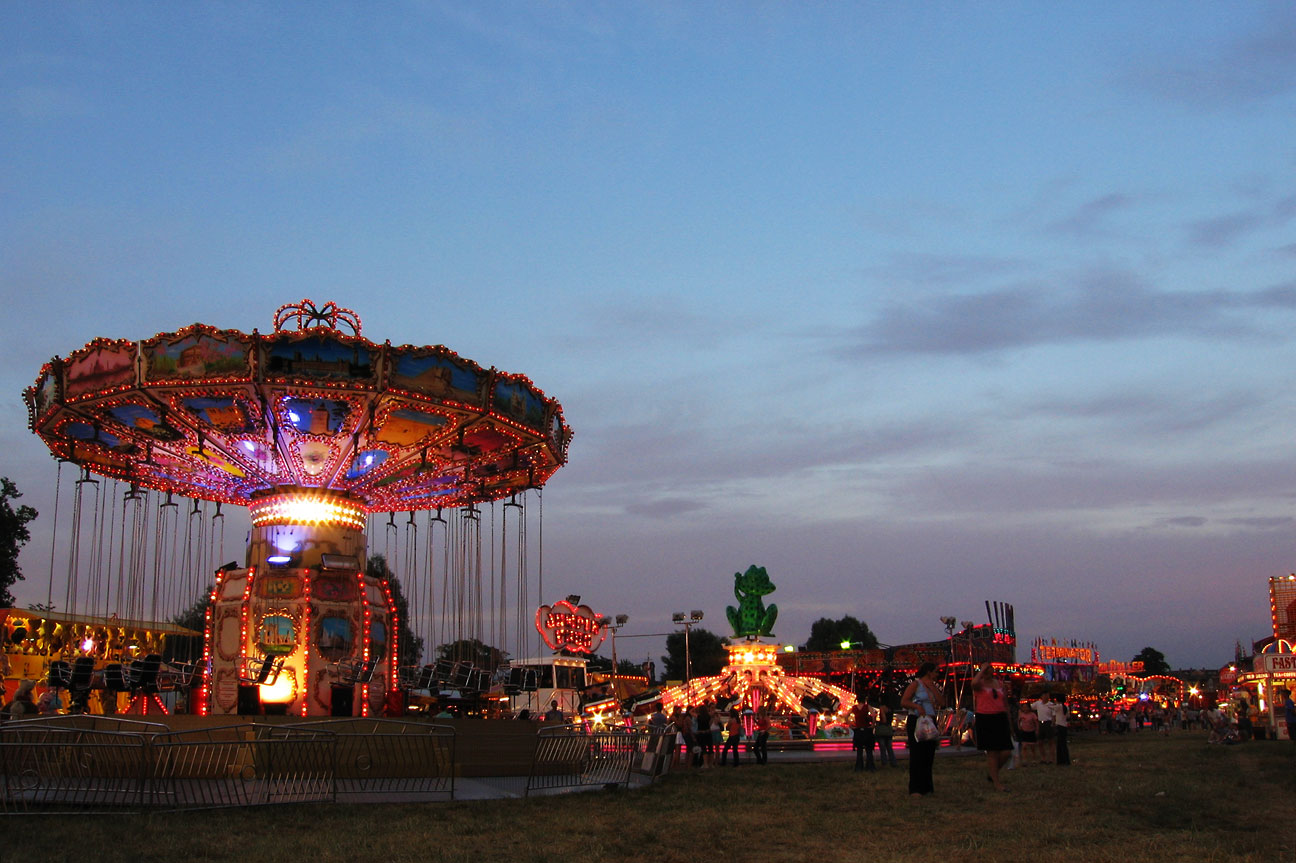
Lanțuri la un bâlci în Marea Britanie

### Activități
- ateliere educative
- jocuri, tombole, întreceri
- dansuri, circuri și scenete interactive

### Divertisment
- Muzică folclorică, modernă sau internațională
- dansuri folclorice sau medievale
- focuri artificiale și de pirotehnie
- reprezentații teatrale și de circ

### Vestimentație
În unele locuri participanții la bâlci se pot deghiza în costume medievale sau pot îmbrăca port popular.

### Gastronomie
Datorită atmosferei de sărbătoare produsele culinare și băuturile atât răcoritoare cât și alcoolice sunt reprezentate din belșug atât ca diversitate cât și ca cantitate.
Gastronomia diferă foarte mult de la țară la țară. În general vata de zahăr, porumbul fiert, merele caramelizate, bomboanele fabricate artizanal, turta dulce și berea sunt întâlnite în bâlciurile din întreaga lume plus carnea la grătar sub diferite forme depinzând de regiune. În România o mare căutare o au micii, frigăruile și șprotul sau hamsiile la grătar precum și cozonacul secuiesc și multiple feluri de gogoși simple sau umplute.

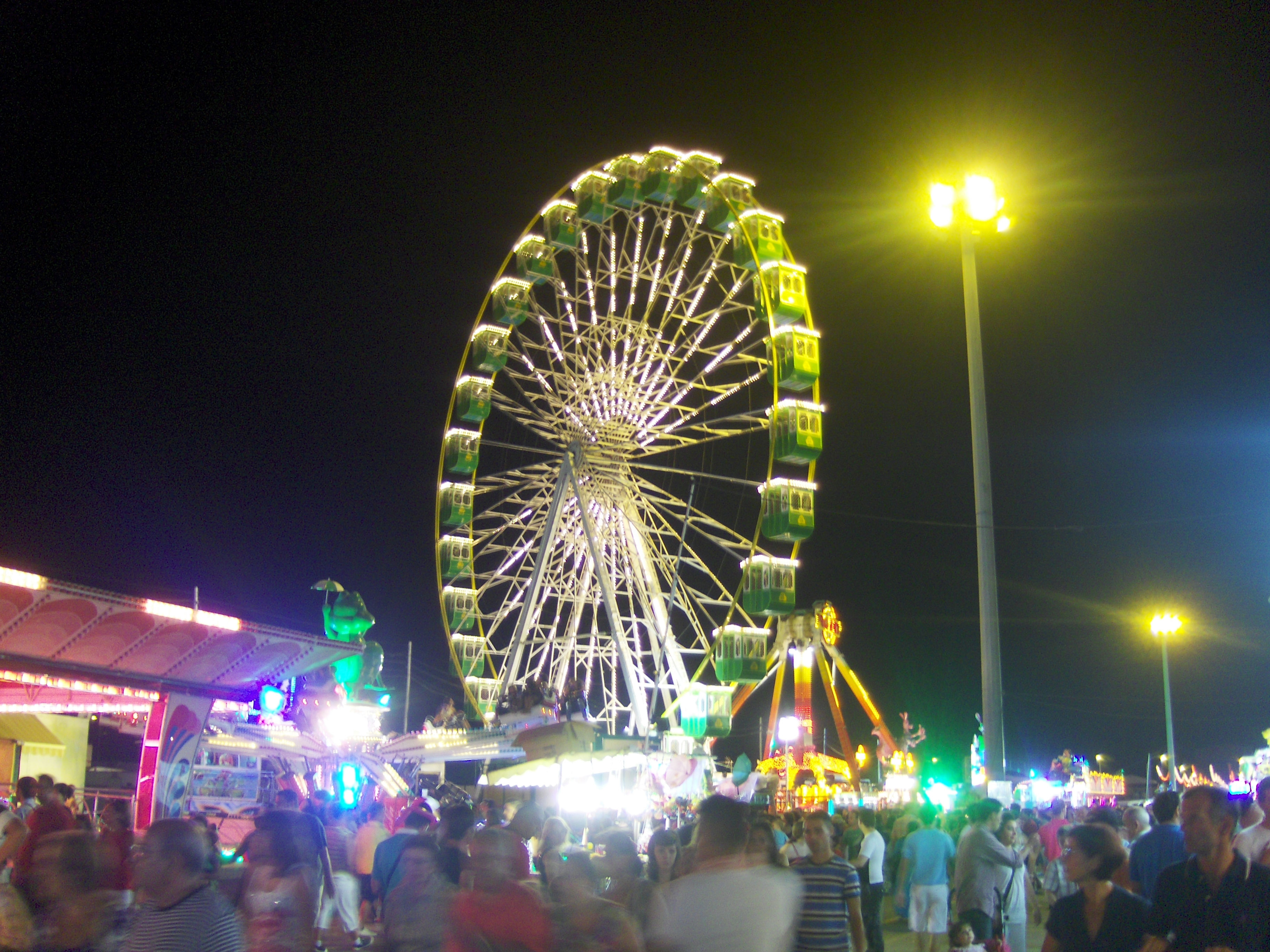
Bâlci (Feria) în Almeria, Spania

### Comerț
Comerțul este stradal, ambulant sau improvizat în tarabe și chioșcuri. Aici de asemenea gama este foarte variată predominând jucăriile și produsele din artizanat. De asemenea se pot întâlni vânzători de haine, blănuri, butoaie, oale, pietre de mină, obiecte bisericești, covoare etc.

### Mașini și aparate electro-mecanice
Sunt, poate, lucrul reprezentativ și care face diferența între bâlciuri și târguri. Există o multitudine de mașini și aparate destinate distracției și stimulării adrenalinei, atât pentru copii cât și pentru cei mari. Tradiționale în Europa de Vest sunt: montagne rousse, caruselul, roata panoramică, castele bântuite și pista de mașini.